# تشباغاتي
تشباغاتي (بالإيطالية: Cepagatti)‏ هي بلدية في مقاطعة بسكارا في إقليم أبروتسو الإيطالي.

## السكان
في سنة 1861 بلغ عدد السكان 2٬854 نسمة، وتطور العدد ليصل في سنة 2011 لـ 10٬449 نسمة.
يظهر هذا المخطط البياني تطور النمو السكاني لـ تشباغاتي

## توأمة
لتشباغاتي اتفاقيات توأمة مع:
- سلانيك